# Ellen McKenna
Pour les articles homonymes, voir McKenna.
Ellen McKenna ou sœur Mary Augustine (24 décembre 1819 - 2 août 1883) est une sœur irlandaise des Sœurs de la Miséricorde, une infirmière durant la guerre civile américaine et une enseignante,.

## Petite enfance et famille
Ellen McKenna est née à Traugh, Willville, comté de Monaghan, le 24 décembre 1819. Elle est l'aînée de trois filles et de deux fils de James et Mary Anne McKenna. McKenna fait ses études à la maison, puis fréquente l'école privée de Miss Reynolds à Dublin et une école locale chez elle. Elle apprend aux enfants pauvres de Traugh à lire et à écrire à partir de 1834, ainsi qu'à les préparer aux sacrements.
Elle émigre à New York en 1849, y arrivant le 2 avril 1849 sur l'Emperor. Elle enseigne d'abord dans une petite école privée à Schenectady. McKenna entre au couvent de la miséricorde, à New York, le 25 septembre 1855, recevant l'habit des Sœurs de la Miséricorde le 15 mai 1856, prenant le nom de sœur Mary Augustine et professant le 17 mai 1858,,.

## Carrière
McKenna enseigne à l'école du couvent aux enfants et aux adultes sur l'île de Randall le samedi. Elle visite également des hôpitaux, la prison municipale The Tombs et la prison de Sing Sing. Elle est nommée sœur responsable d'un foyer pour filles émigrées, la Maison de la Miséricorde. McKenna ouvre un foyer pour jeunes enfants négligés le 21 novembre 1860. Tous les enfants de moins de 16 ans non placés dans des foyers sont transférés à la Maison de la Miséricorde jusqu'à ce qu'un placement leur soit trouvé. La maison est fermée alors que McKenna est absente durant la guerre civile, elle l'a ensuite rouverte. Dans ces institutions, elle rencontre un grand nombre d'émigrants fuyant la famine irlandaise,.
Avec un certain nombre de consœurs de New York, McKenna répond à l'appel pour les infirmières pour la guerre civile. Elle prend ses fonctions d'infirmière militaire à Beaufort en Caroline du Nord le 19 juillet 1862. Au début, elle est responsable de la cuisine, mais prend ensuite des fonctions d'infirmière, tout en écrivant des lettres pour les soldats. Elle est nommée supérieure et surintendante le 19 septembre 1862 lorsque son prédécesseur retourne à New York. Elle tient ses promesses faites aux soldats mourants à son retour à New York, aidant les veuves et les enfants orphelins, poursuivant son travail pendant les 20 années suivantes.
McKenna est faite supérieure du couvent nouvellement fondé à Greenbush près d'Albany le 29 septembre 1863. Elle ouvre des écoles pour enfants, garçons et filles en novembre de la même année. Elle est rappelée à New York en septembre 1864 et élue maîtresse des novices le 10 octobre 1864. Elle est supérieure du couvent du 28 mai 1867 au 12 mai 1877. En 1875, elle établit un couvent comme maison de repos pour les sœurs de New York à Balmville à Newburgh, comté d'Orange, et une école industrielle pour les enfants démunis et orphelins, étant nommée supérieure de ces institutions en 1877. Elle récolte des fonds lorsque les finances sont tendues par la composition et la publication de pièces de théâtre et de poèmes.
Elle meurt le 2 août 1883 et est enterrée dans le terrain communautaire du cimetière du Calvaire à New York.